# プールサイドの25Mラジオ
プールサイドの25Mラジオとは、2015年11月9日からmixlrで開始した毎週日曜放送のネットラジオである。メインパーソナリティは芸人のプールサイド。入社二ヶ月で会社を辞めた無職の落合のダッチワイフと、広告代理店に勤めちゃんと仕事をしている秦透哉の二人。ミキサーは長尾優輝。

## 番組概要・特徴
時間通りに放送を開始することはほぼない。リスナーは大体そのことを理解している。
メインパーソナリティのその日の気分によって、Periscope・ツイキャスでmixlrと同時配信することも。落合が仕事を辞めてからは、無職の生活について深く知ることができる。更に秦はちゃんと仕事をしているため、仕事をしている23歳と仕事をしていない23歳の生活を比較できるラジオである。
時間や放送内容は落合が決めているため、秦は『このラジオは落合くんでできている』と言っている。
メール・Twitterハッシュタグはほとんど読まれる。メールやハッシュタグを送信・投稿することをこのラジオでは提出物と言ったり言わなかったり。
リスナーとの距離が近く、MCの二人と仲の良いリスナーも多い。リスナーのことは水泳部員と呼んだり呼ばなかったり。放送中、突然リスナーとSkypeで生電話のするする詐欺をする。しないことがほとんどである。
料理研究家の土井善晴先生にツイッターのアカウントをフォローされている。

## 放送時間
2015年の放送開始から2016年の5月ごろまでは月曜日夜一時間。その後は大人の都合で放送日と時間がバラバラになったが、2016年秋ごろから日曜夜に安定した。放送開始一周年記念の日から、放送時間が一時間から一時間半に延長された。放送開始時間は特に決めていないので、ラジオの公式twitterにて放送の前の日か放送当日に開始時間が発表されるが、大体遅れる。

## テーマソング
テーマソングはメタポッププロジェクトのFrascoがこのラジオの為に製作した『Poolside 25M』。坂本龍一のラジオでも流れたことがある。この曲をメインパーソナリティの二人はとても気に入っていて、毎度のように『坂本龍一のラジオでも流れたんだ』と言っている。

## 出演者
ミキサー含め三人とも同じ大学出身で、ワンセグ番組のディレクター（落合）とメインMC（秦）とスタッフ・たまにゲスト（長尾）だった。落合と秦は、2016年秋に『プールサイド』として芸人デビュー。

### メインパーソナリティ

#### 落合のダッチワイフ
芸名は落合諒。プールサイドのラップがうまい方。ピンでも活動している。リスナー愛が強く、自分の投稿したメールがどこにも一週間紹介されなかったら自腹でリスナーに図書カードをプレゼントするという企画をしていたことも。ハガキ職人で、バカリズムのラジオや星野源のラジオに何度もメールを送った。星野源のラジオでは出禁になったが、それでもたまに投稿して読まれている。放送開始一周年記念のラップ対決で敗北し、秦より立場が下であることが確定。RAM RIDERとの交流があり、ラジオのメインコーナーであるラップのコーナーに『このコーナーは面白い。』と評価をもらった。

#### 秦透哉
プールサイドのイケメンの方。リスナーからはよく先生と呼ばれている。キャッチコピーは『あなたのとなりにいる秦透哉』。ラジオの放送開始が遅れるのは大体秦が放送直前に起こすハプニングのせい。元子役で、代表作はビットワールド。SMAPや、その当時子役だった神木隆之介と共演したこともある。今は広告代理店に勤めているが、個人でイラストレーターもやっている。放送開始一周年記念のラップ対決で勝利し、落合より立場が上であることが確定。

### その他出演者

#### 長尾優輝
通称:長尾、うーたん。
ラジオのミキサー。サッカーとMr.childrenが大好き。ちょっとぽっちゃり体型で愛嬌がある。仕事が忙しくなり、2016年秋ごろからほとんど来なくなっている。

### ナカジマ
通称:ナカジマ
ペドラザのドラマー。ぬちんちん。
落合の友達であり、このラジオのリスナーでもある。強烈なRNでメールを送ってきたりするときは大体この人である。
落合の話の登場人物の一人。

### キムラ
通称:キムラ
カメラマン。茨城県出身。
プールサイドの二人と交流があり、ごく稀にかっこいい落合の写真やプライベートのプールサイドの写真をtwitterにアップしたりしている。
落合の話の登場人物の一人。

## コーナー

### メインコーナー
- プールサイドラップのコーナー
- 「次回予告」のコーナー
- 「絶対そうに決まってます！」

### 持ち込み企画
- ぽい曲対決
- Wikipedia製作企画